# Verlagsherstellung
Als Verlagsherstellung, Buchherstellung oder kurz Herstellung bezeichnet man in der Verlagswirtschaft zusammenfassend alle Schritte zur materiellen Produktion eines Verlagsproduktes. Im weiteren Sinne gehören auch Planung, Koordination und Kontrolle des Herstellungsprozesses dazu. Schließlich bezeichnet Herstellung eine Abteilung im Verlag.

## Materielle Produktion
Die Verlagsherstellung umfasst sechs Abschnitte, die sich zum Teil wechselseitig beeinflussen:
1. Gestaltung
Zu Beginn der Herstellung wird die Ausstattung festgelegt, etwa Buch- bzw. Zeitungsformat, Umfang, Farbigkeit, Papier und Einbandart. Ein Grafiker entwirft – nicht selten unabhängig von der Herstellung – in Abstimmung mit Autoren bzw. Herausgebern, Lektorat und Marketingabteilung den Buchumschlag, dessen Bild fortan in Verlagsvorschauen, in Buchhandelskatalogen usw. verwendet wird. Anschließend, zum Zeitpunkt des Auftrags an Setzerei und Druckerei für das lektorierte Manuskript, entwickelt ein Hersteller das Musterlayout für den Innenteil, das Satzspiegel, Rastersystem und Typografie festlegt.
2. Vorbereitung des Manuskriptes für den Satz
Das lektorierte Manuskript wird für den Satz geprüft, zum Beispiel auf Vollständigkeit und inhaltliche Spezialfälle. Es werden Satzanweisungen erstellt und gestalterische Besonderheiten im Auftrag notiert.
Abbildungen werden gesichtet und ggfs. werden Scannen, Farbkorrektur und Retusche beauftragt.
3. Satz und Korrektur
Nach den Vorgaben des Musterlayoutes und der Satzanweisung wird das Buch – meist per Desktop-Publishing oder medienneutraler XML-Satzverfahren – in Satz gegeben. Bilder werden – je nach Arbeitsstand – als Platzhalter, Roh-Scan oder Fein-Scan eingebunden. Anschließend erhalten Autoren oder Herausgeber, Lektoren bzw. Korrektoren einen Umbruch zur Durchsicht. Die entstehenden Korrekturen werden in den Satz eingearbeitet und ggfs. weitere Korrekturschritte (Revision) veranlasst. Die Korrekturen von Autor, Lektorat sowie Korrektorat (meistens durch externe Korrektoren gelesen) werden in einem Umbruchexemplar zusammengefasst (kollationiert). Diese letzte Korrekturfassung schickt der Hersteller als Imprimatur an die Setzerei.
Abschließend werden alle Bilder in Druckauflösung eingebunden. Der Satz wird in Hinblick auf das Druckverfahren optimiert (Reinzeichnung, z. B. Festlegung von Druckraster und Ausgabefarbprofil, Trapping) und geprüft. Das Ergebnis ist heute meist eine druckfähige PDF-Datei, z. B. nach PDF/X.
4. Druckvorstufe
In der Druckvorstufe werden analoge Fotos und Illustrationen gescannt. Bilddaten werden retuschiert, freigestellt und beschnitten. Zur Beurteilung der Qualität der Abbildungen werden Proofs (und in seltenen Fällen Andrucke) erstellt und die Bilder ggfs. nachbearbeitet. Auch die Filmbelichtung gehört zur Druckvorstufe, hat aber stark an Bedeutung verloren, weil Druckereien heute ihre Druckplatten oft per Computer to Plate direkt aus den Daten belichten.
5. Druck
Für den Druck werden aus den druckfähigen Daten oder Filmen zunächst Bogen (zu meist 8, 12, 16, 24 oder 32 Seiten) montiert bzw. elektronisch ausgeschossen und dann per Computer-To-Plate Druckplatten hergestellt. Gedruckt wird meist im Offsetdruck, bei hohen Auflagen auch im Tiefdruck bzw. bei kleinen Auflagen auch im Digitaldruck (bis hin zur Fertigung von einzelnen Exemplaren, siehe Book on Demand). Farbiger Druck erfolgt meist nach dem CMYK-Verfahren, so dass hier der vierfache Aufwand gegenüber dem reinen Schwarzdruck entsteht. Anhand der Proofs kann direkt an der Druckmaschine das Druckbild geprüft und korrigiert werden.
6. Buchbinden
Die bedruckten Rohbogen werden beim Buchbinden gefalzt, gebunden, beschnitten und mit einem Einband versehen. Teilweise werden die Einbände noch veredelt (etwa 5 bis 15 Prozent der Novitätencover deutscher Verlage). Eventuell werden zum Schluss die nun fertigen Bücher, Hefte, Zeitschriften oder Zeitungen noch einzeln oder zu mehreren eingeschweißt bzw. in Papier eingeschlagen. Industriell gefertigte Einbände werden als Verlagseinband bezeichnet.

## Planung, Koordination, Kontrolle
Da die einzelnen Bearbeitungsschritte der Herstellung teilweise voneinander abhängen und Verlage in der Regel Wirtschaftsunternehmen mit Gewinnerzielungsabsicht sind, erfordert die materielle Herstellung eine kontinuierliche Begleitung durch Planung, Koordination und Kontrolle hinsichtlich der Kosten und der Terminerfüllung.
Planung
Die Kostenplanung umfasst im Wesentlichen die herstellerische Kalkulation. Dabei werden aufgrund von Erfahrungen und konkreten projektbezogenen Angeboten die Kosten (in der Regel die verlagsexternen Stückkosten) für die technische Herstellung eines Produktes geschätzt. Zusammen mit den Absatzerwartungen der Marketingabteilung bilden diese Angaben die Grundlage für eine Deckungsbeitragsrechnung.
Die Terminplanung ermittelt ausgehend vom geplanten Erscheinungstermin auf der Grundlage des Arbeitsaufwandes für die einzelnen Abschnitte der Herstellung Eckdaten für Manuskriptabgabe, Satzherstellung, Drucktermin usw.
Koordination – Prozesssteuerung
Da bei der Herstellung verschiedene verlagsinterne und -externe Beteiligte mit den einzelnen Arbeitsschritten befasst sind, ist eine starke Koordination, besonders der Abläufe und Termine, notwendig. Abweichungen von der Kosten- und Terminplanung müssen ebenso wie Qualitätsprobleme frühzeitig erkannt und effizient kompensiert werden. Durch den Trend, verlagsspezifische Tätigkeiten an Externe auszulagern, erhält die Herstellung heute verstärkt die Aufgabe eines Leitstandes für die Prozesssteuerung.
In manchen Verlagen ist die Herstellungsabteilung auch für die Lieferbarkeit der Backlist verantwortlich, das heißt, sie löst selbständig Nachauflagen aus.
Kontrolle
Begleitend zum Herstellungsprozess werden laufend Qualität und Termintreue geprüft, etwa anhand von Materialmustern, Standbogen, Proofs, Andrucken oder Aushängern. Nach der Produktion wird das fertige Produkt geprüft, ebenso die Kosten anhand der Rechnungen der externen Dienstleister.

## Herstellungsabteilung
Da Verlage häufig nicht selbst ihre Produkte gestalten und setzen sowie fast nie über eine eigene Druckerei oder Buchbinderei verfügen, ist die Hauptaufgabe der Herstellungsabteilung die Planung, Koordination und Kontrolle des Herstellungsprozesses. Hersteller vermitteln zwischen verlagsinternen Abteilungen und externen Dienstleistern und führen damit die einzelnen Dienstleistungen zum fertigen Produkt zusammen. Entsprechend sollten Hersteller über solide Kenntnisse in folgenden Bereichen verfügen:
- Grafikdesign und Typografie,
- Desktop-Publishing und Druckvorstufe,
- Papier, Drucktechnik und Buchbinden,
- Marketing, Kostenrechnung, Controlling und Management.

Die meisten Hersteller sind Autodidakten, die aus dem grafischen Gewerbe (Grafikdesign, Satz, Druck) kommen und sich das notwendige weitere Wissen selbständig angeeignet haben. An der Hochschule für Technik, Wirtschaft und Kultur Leipzig (HTWK) gibt es einen gestalterisch-ökonomischen Studiengang Verlagsherstellung mit Abschluss als Dipl.-Ing. (FH) bzw. seit Studienbeginn 2008 als Bachelor of Engineering (B.Eng.), an der Hochschule der Medien Stuttgart den vergleichbaren Studiengang Mediapublishing und Verlagsherstellung. Die Akademie der Deutschen Medien bietet regelmäßig kostenpflichtige Seminare zu Herstellungs-Themen an.